# Peter Harrison
Pour les articles homonymes, voir Harrison.
Cet article concerne l’architecte américain. Pour l'historien australien, voir Peter Harrison (historien).
Peter Harrison est un architecte américain

## Réalisations
- Synagogue Touro (Newport - Rhode Island)